# Era de la navegación a vela

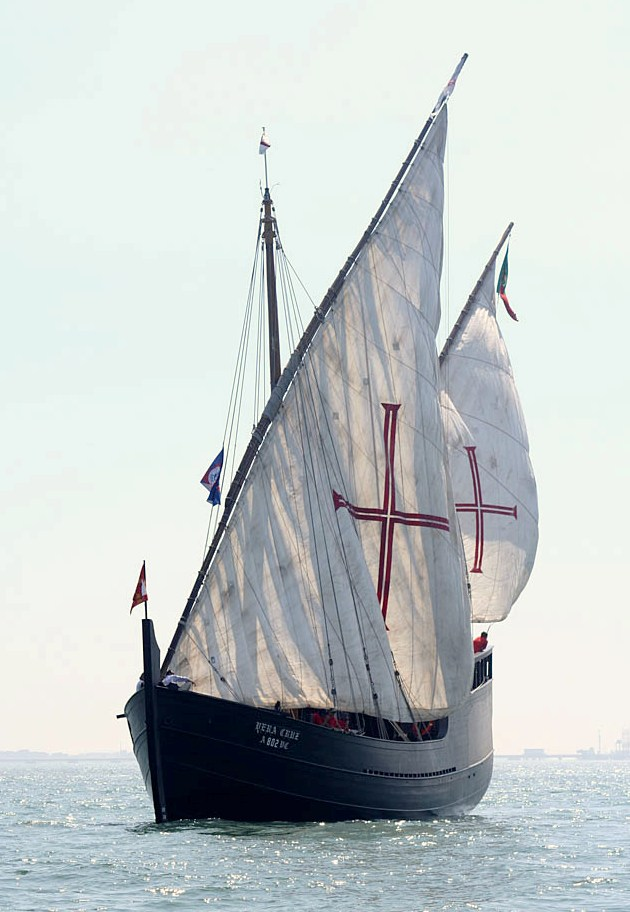
Carabela con dos aparejos de vela latina y vela de proa. Las carabelas fueron inventadas por los portugueses, tenían buena maniobrabilidad y eran esenciales para la era de la exploración. En la presente imagen se muestra la carabela Vera Cruz, en la desembocadura del rio Tajo, Lisboa.

La Era de la navegación a vela fue un período en el cual el comercio internacional y los combates navales estuvieron dominados por barcos veleros, comprendido entre el siglo XVI y mediados del siglo XIX. Este es un período significativo durante el cual barcos veleros transportaban colonos europeos a numerosas partes del mundo en una de las migraciones humanas más extensas recordadas de la historia.
Al igual que muchos períodos históricos, la definición es inexacta pero lo suficientemente aproximada para servir como una descripción general. La era de la navegación se extiende a grandes rasgos desde la batalla de Lepanto en 1571, la última contienda en la que los barcos remeros jugaron un papel principal, hasta la batalla de Hampton Roads en 1862, en el que el vapor CSS Virginia destruyó las fragatas a vela USS Cumberland y USS Congress, culminando con el avance de la energía a vapor, interpretándose el poder de la flota de guerra obsoleto. Los navíos a vela continuaron siendo un modo económico de transporte de mercancías de grandes distancias hasta los años 1920. Estos no requerían combustible o motores complejos para funcionar, y por lo tanto eran normalmente más independientes que las bases de apoyo en tierra firme.
Sin embargo, y de manera crucial, eran los barcos de vapor los que tenían ventaja en velocidad y estos raramente eran sacudidos por vientos adversos, liberando a las embarcaciones de vapor del necesario seguimiento de los vientos alisios. Como resultado, las mercancías y víveres podían llegar a un puerto lejano en la mitad de tiempo que un velero. siendo aquel el factor que fue dejando de lado a los veleros.
Las embarcaciones de vela fueron llevadas a nichos económicos más restringidos y gradualmente desaparecieron del intercambio comercial. Actualmente, las embarcaciones de vela son únicamente viables económicamente para la pesca de bajura, junto a usos recreativos como la navegación deportiva y excursiones en barco.

## Edad de Oro de la Navegación
En Europa, la Edad de Oro de la Navegación se acuerda generalmente en el período del siglo XIX en el que la eficiencia de los usos comerciales de las embarcaciones de vela alcanzó su tope (clippers, grandes veleros, etcétera) e inmediatamente antes de que los vapores comenzaran a arrebatar el comercio a los veleros. Algunos dirían que la Edad de Oro de la Navegación se relaciona específicamente a la era de los clípers, mientras que otros la sitúan entre 1850 hasta principios del siglo XX, cuando las embarcaciones de vela alcanzaron su máximo de tamaño y complejidad. La Edad de Oro es también un término usado para describir a la Edad de Oro de la Piratería, período de tiempo desde 1690 hasta 1725 cuando célebres piratas como Barbanegra y Bartholomew Roberts apresaban barcos mercantes, incluso bloqueando puertos en ambos lados del Atlántico.[cita requerida]
En los Estados Unidos, la Edad de Oro de la Navegación se ha dicho que está comprendida entre la Guerra de 1812 y la Guerra de Secesión, aproximadamente entre 1830 y 1880, tiempo en el que las embarcaciones de vela adaptaron progresivamente motores de vapor, haciendo el transporte transoceánico más fiable.[cita requerida]
- Datos: Q2667474